# Ратник (револьвер)
«Ратник» — гладкоствольный травматический револьвер, разработанный для гражданского рынка российской компанией ООО ПКП «АКБС» (Нижний Новгород) на основе служебного крупнокалиберного револьвера «Удар-Т», тульского КБ Приборостроения.
Сертифицирован в качестве огнестрельного оружия ограниченного поражения.

## Конструкция
Оружие выполнено по традиционной револьверной схеме с одновременной экстракцией стреляных гильз при помощи откидного влево барабана. Защелка барабана размещается так же слева на рамке револьвера. Заряжание осуществляется по одному патрону. Стреляные гильзы, либо патроны при разряжании, экстрагируются нажатием на головку оси экстрактора.
Ударно-спусковой механизм куркового типа, двойного действия, с полускрытым курком, который скрыт с боков стенками рамы револьвера, а для взведения курка вручную сверху из рамы частично выступает головка курка с крупной насечкой. Прицельные приспособления открытые, не регулируемые.

## Варианты и модификации
- «Ратник» — вариант под патрон 13×45 мм Т, серийно выпускался на Заводе им. Дегтярева до 2009 года
- «Ратник 410×45ТК» — вариант под патрон .410×45 мм Rubber[2]